# Curvatura principale
In geometria differenziale, ad ogni punto di una superficie differenziabile nello spazio euclideo {\displaystyle \mathbb {R} ^{3}} sono associate due curvature principali: queste sono il massimo ed il minimo della curvatura di una curva contenuta nella superficie e passante per il punto.
La curvatura gaussiana e la curvatura media sono ottenute rispettivamente come prodotto e come media aritmetica delle due curvature principali.

## Definizione
La curvatura di una curva in un punto è il reciproco del raggio del cerchio osculatore nel punto.
Sia {\displaystyle x} un punto in una superficie differenziabile {\displaystyle X} contenuta in {\displaystyle \mathbb {R} ^{3}}, e {\displaystyle {\vec {n}}} una normale alla superficie scelta in {\displaystyle x}. Ciascun piano contenente la normale interseca {\displaystyle X} vicino ad {\displaystyle x} in una curva {\displaystyle \gamma }. La curvatura di {\displaystyle \gamma } in {\displaystyle x} ha anche un segno: questo è positivo se la curva gira nella stessa direzione di {\displaystyle {\vec {n}}} (cioè se il cerchio osculatore sta rispetto ad {\displaystyle X} nello stesso lato di {\displaystyle {\vec {n}}}), e negativa altrimenti.
Ogni vettore {\displaystyle {\vec {v}}} di lunghezza unitaria del piano tangente in {\displaystyle x} a {\displaystyle X} definisce il piano passante per {\displaystyle {\vec {n}}} e {\displaystyle {\vec {v}}}. I vettori tangenti di lunghezza unitaria formano una circonferenza {\displaystyle C}, la curvatura è quindi una funzione
{\displaystyle f\colon C\to \mathbb {R} .}
Poiché {\displaystyle C} è compatto e la funzione è continua, questa ha un massimo ed un minimo (teorema di Weierstrass). I valori massimo e minimo sono le curvature principali della superficie {\displaystyle X} in {\displaystyle x}.

## Proprietà

Direzioni principali in un cilindro. Le curvature sono (in verde) e (in blu).

### Direzioni principali ortogonali
Se le curvature principali sono distinte, cioè se la funzione {\displaystyle f} non è costante, il punto di massimo è assunto su due direzioni opposte di {\displaystyle C}, e anche il punto di minimo. Le direzioni principali sono le due rette del piano tangente in {\displaystyle x} contenenti rispettivamente i punti di minimo e di massimo. Queste sono inoltre ortogonali, come dimostrato da Eulero nel 1760.
Esempi di superfici in cui la {\displaystyle f} è costante e quindi le direzioni principali non sono definite sono il piano e la sfera. In questo caso la funzione {\displaystyle f} è costantemente zero (nel piano) o un valore {\displaystyle k>0} (la sfera).

### Piani ortogonali

Punto di sella con piani normali nelle direzioni delle curvature principali

Il piano tangente in {\displaystyle x} ed i piani normali alle due direzioni principali (se definite) formano una terna di piani ortogonali a due a due. 

### Curvatura gaussiana e media
Il prodotto delle due curvature principali {\displaystyle k_{1}k_{2}} è la curvatura gaussiana della superficie in {\displaystyle x}. La media aritmetica {\displaystyle (k_{1}+k_{2})/2} è la curvatura media. Entrambe queste quantità sono importanti nello studio della geometria differenziale di una superficie.

### Dipendenza dalla normale
Se la normale è scelta nel senso opposto, la funzione {\displaystyle f} e quindi le curvature principali {\displaystyle k_{1}} e {\displaystyle k_{2}} cambiano di segno. Le direzioni principali non cambiano (vengono scambiate), la curvatura gaussiana non cambia, mentre quella media cambia di segno.

## Tipologia di punti
Esistono alcuni aggettivi che descrivono le curvature principali di un punto {\displaystyle x}. Un punto {\displaystyle x} è:
- ellittico se le curvature principali hanno lo stesso segno. In questo caso, la superficie è convessa in un intorno di {\displaystyle x};
- parabolico se una curvatura principale è nulla.
- iperbolico  se le curvature principali hanno segni opposti.
- ombelicale se le curvature principali coincidono. In questo caso, non sono definite le direzioni principali, e si intende che tutte le direzioni sono principali.

Un punto è ellittico, parabolico o iperbolico se la curvatura gaussiana è rispettivamente positiva, nulla o negativa.

## Esempi

### Superfici a curvatura costante

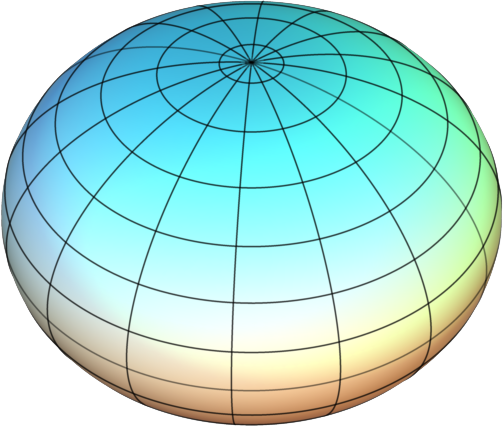
Linee di curvatura in uno sferoide.

Se {\displaystyle X} è una sfera di raggio {\displaystyle r} o un piano, tutti i punti sono ombelicali e con curvature principali ovunque {\displaystyle 1/r} (nella sfera) oppure 0 (nel piano).

### Il piano ed il cilindro
In un cilindro di raggio {\displaystyle r}, tutti i punti sono parabolici, e hanno curvature principali {\displaystyle 0} e {\displaystyle 1/r}. La curvatura gaussiana è però sempre zero in ogni punto, come nel piano: arrotolando un foglio di carta si cambiano le sue curvature principali ma non la sua curvatura gaussiana. Questo è un effetto del fatto che la curvatura gaussiana è intrinseca (dipende solo dalla superficie) mentre le curvature principali sono estrinseche (dipendono da come la superficie è posta nello spazio).

## Linee di curvatura
Una linea di curvatura in una superficie è una curva che è in ogni punto tangente ad una direzione principale. Per ogni punto non-ombelicale passano localmente esattamente due linee di curvatura.